# Raión de Kreminna
Raión de Kreminna (en ucraniano: Кремінський район) es un antiguo raión o distrito de Ucrania en el óblast de Lugansk. La capital fue la ciudad de Kreminna.
Comprende una superficie de 1627 km².

## Demografía
Según estimación 2010 contaba con una población total de 48100 habitantes.

## Otros datos
El código KOATUU es 4421600000. El código postal 92900 y el prefijo telefónico +380 6454.